# Rivière Boucan Carré
La rivière Boucan Carré est un cours d'eau qui coule à Haïti dans le  département du Centre, arrondissement de Mirebalais.

## Géographie
Ce cours d'eau est un affluent du fleuve Artibonite. Elle traverse la ville de Boucan-Carré située à une vingtaine de kilomètres au nord-ouest du fleuve artibonite, entre le lac de Péligre et la ville de Mirebalais.